# Rio Luangue-Lucala
O rio Luangue-Lucala, ou simplesmente rio Luangue, é um curso de água afluente do rio Cassai. Originário de Angola, o rio flui para o norte na República Democrática do Congo, corrente a oriente do rio Cuango. O rio então continua em direção ao norte, ao longo da fronteira entre as províncias quinxassa-congolesas de Cuílo e Cassai até sua foz no rio Cassai.
No início do século XX, a bacia do rio Luangue era habitado pelos congos e pelos lundas falantes da língua quituba, que foram descritos como inicialmente desconfiados e hostis aos colonizadores pelo etnógrafo Melville William Hilton-Simpson, que liderou a primeira exploração documentada do rio por não africanos e acabou conseguindo interagir pacificamente com eles e aprender sobre eles ao longo de dois anos.
Em meados do século XX, o Luangue era navegável da foz até a cidade de Kalema, perto da confluência com o rio Tobi. A Companhia do Cassai, que operava barcos a vapor e barcaças no rio, limpou obstáculos até o Lago Matshi, que fica 80 km a jusante de Ilebo.
Hoje, a Estrada Nacional 1, do Congo-Quixassa, atravessa o rio em Kalema para conectar Quicuíte e Quinxassa com Camina e Lubumbashi. Após a abertuda das estradas o transporte fluvial deixou de ser significativo no Luangue.